# Turmhügel Freinberg
Der Turmhügel Freinberg ist eine abgegangene Turmhügelburg (Motte) in dem gleichnamigen Gemeindeteil Freinberg der niederbayerischen Gemeinde Marklkofen im Landkreis Dingolfing-Landau.
Er liegt 170 m westlich der Kapelle St. Trinitas von Feinberg und 800 m nördlich der Vils bzw. 1100 m nordöstlich von Schloss Warth. Er wird als Bodendenkmal unter der Aktennummer D-2-7441-0100 im Bayernatlas als „verebneter Turmhügel des Mittelalters“ geführt.

## Beschreibung
Der Hof südöstlich von Freinberg war deutlich von einem annähernd quadratischen Graben umgeben. Von diesem ist im Gelände mit Ausnahme einer hangwärtigen Abgrabung nichts mehr zu erkennen.